# 富井俊夫
富井 俊夫（とみい としお、1947年1月1日- 2021年2月21日 ）は、日本の経営者。

## 来歴・人物
神奈川県出身。1969年に早稲田大学商学部を卒業し、同年に昭和電線電纜に入社した。1998年6月に取締役に就任し、2000年6月に常務を経て、2003年6月には社長に就任。2011年6月に会長に就任し、年6月には最高顧問に就任。
2021年2月21日、病気のために死去。74歳没。